# Walungu
Walungu est une localité, chef-lieu du territoire de Walungu de la province du Sud-Kivu en république démocratique du Congo.

## Géographie
Elle est située à l'ouest de la route nationale RN 2 à 38 km sud-ouest du chef-lieu provincial Bukavu.

## Administration
Le groupement de Walungu compte 30 480 électeurs recensés en 2018, il dispose d'un siège pour l'élection au conseil de chefferie.

## Population
Le recensement date de 1984,.
| 1984 | 2004   | 2012   |
| ---- | ------ | ------ |
| -    | 12 453 | 15 343 |